# Eline Fannemel
Eline Fannemel (* 20. November 1986) ist eine norwegische Biathletin.
Eline Fannemel aus Hornindal gab ihr internationales Debüt 2004 in Geilo bei Rennen im Rahmen des Junioren-Europacups und belegte dreimal Platzierungen im mittleren Zehnerbereich. Es dauerte drei Jahre, bis die junge Norwegerin an selber Stelle erneut, nun im Biathlon-Europacup, eingesetzt wurde, und in ihrem ersten Rennen 28. in einem Sprint wurde. Höhepunkt der Saison wurde die Europameisterschaft 2008 in Nové Město na Moravě. Dort war das beste Ergebnis in einem Einzelrennen der 17. Rang im Einzel. Besser lief es mit der Staffel, bei der sie zusammen mit Liv-Kjersti Eikeland, Elise Ringen und Kjersti Isaksen als Schlussläuferin hinter den Ukrainerinnen und den Deutschen Frauen Bronze gewinnen konnte. 2005 und 2006 startete sie jeweils einmal in einem Rennen der FIS, ohne über Platz 40 hinauszukommen.
Fannemel hat drei Geschwister, darunter den Biathleten und Skispringer Anders.